# Usnjarna Sidi Musa
Usnjarna Sidi Musa ali usnjarna Guerniz je zgodovinski obrat za strojenje v osrčju Fes el-Bali, zgodovinske medine Fesa v Maroku. Usnjarna je v soseski Guerniz, blizu Zavije Mulaj Idrisa II. in muzeja Nedžarine.

## Zgodovina
Lokalno izročilo pravi, da je usnjarna Sidi Musa najstarejša v mestu in da, skupaj s usnjarno Čuara bolj vzhodno, izvira iz časa, ko je mesto ustanovil Idris II. (začetek 9. stoletja).:296 Ravd al-Kirtas, zgodovinska kronika, bolj dokončno govori o obstoju usnjarne Sidi Musa v zgodnjem 12. stoletje. Usnjarne so zgrajene na mestu vodnega vira (imenovanega 'Ajn ad-Debaghin), ki izvira na tej lokaciji.
Zgodovinski viri kažejo, da so bile strojarne že v zgodnji zgodovini mesta pomembna gospodarska panoga in so bile vezane na velik del njegovega gospodarstva. Izdelki mestnih usnjarn so bili dovolj cenjeni, da so jih izvažali vse do Bagdada. Al-Džaznai trdi, da so Almohadi (pozno 12. do zgodnje 13. stoletje) šteli skupaj 86 strojarskih delavnic v mestu, medtem ko poznejši vir trdi, da jih je bilo v marinidskem obdobju (pozno 13. do 15. stoletje) približno sto. V preteklosti je bila strojarna Sidi Musa specializirana za obdelavo kravjih kož.
Mestne usnjarne so večkrat širili ali spreminjali celo v modernem času. V zadnjih letih so usnjarne v mestu prenovili, poleg tega pa so poskušali zmanjšati količino onesnaženosti, ki jo ustvarjajo v medini. Fizična in strukturna obnova strojarne Sidi Musa je bila zaključena leta 2015. Kot del teh obnovitvenih prizadevanj je bil pripravljen tudi nov načrt za zmanjšanje dejavnosti, ki najbolj onesnažujejo okolje, v usnjarni, tako da se nekateri koraki strojenja izvajajo v novih obratih zunaj starega mesta. Ta selitev naj bi bila dokončana do konca leta 2018.